# El gran Gatsby (pel·lícula de 1949)
El gran Gatsby (títol original: The Great Gatsby) és una pel·lícula de drama romàntic històric estatunidenca de 1949 dirigida per Elliott Nugent i produïda per Richard Maibaum, a partir d'un guió de Maibaum i Cyril Hume. La pel·lícula és protagonitzada per Alan Ladd, Betty Field, Macdonald Carey, Ruth Hussey i Barry Sullivan, i compta amb Shelley Winters i Howard Da Silva, el darrer dels quals va tornar més tard en la versió de 1974. Està basat en la novel·la de 1925 El gran Gatsby de F. Scott Fitzgerald. Està doblada al català.
Ambientada durant l'edat del Jazz a Long Island, prop de Nova York, la trama segueix les gestes de l'enigmàtic milionari i contrabandista Jay Gatsby que intenta recuperar els afectes de la seva antiga amant Daisy Buchanan amb l'ajuda del seu cosí segon Nick Carraway .

## Argument
El 1948, un Nick Carraway, de mitjana edat, es casa amb l'ex flapper Jordan Baker, i la parella feliçment casada visita la tomba del seu antic conegut Jay Gatsby. Carraway predica que no va aprovar la vida pecadora de Gatsby, i cita el Llibre dels Proverbis que condemna les accions d'aquest com a dolentes: "Hi ha un camí que sembla correcte a un home, però el seu final són els camins de la mort".
Hi ha un flashback cap al 1928 durant el tumultuós període de la prohibició als Estats Units. El contrabandista Jay Gatsby es presenta després de matar dos gàngsters rivals en un tiroteig al carrer. En Gatsby organitza festes salvatges a la seva luxosa finca de Long Island Sound. Persuadeix a l'amiga de la Daisy, la Jordan Baker, perquè organitzi una cita privada amb la Daisy al bungalow d'en Nick a canvi del seu cotxe. En Gatsby i la Daisy havien estat enamorats durant la Primera Guerra Mundial. La Daisy va suplicar a en Gatsby que es casés amb ella, però aquest va insistir que esperessin fins que fes fortuna.
Ara en Gatsby, ja milionari, anhela retrobar-se amb la Daisy. Tanmateix, aquesta està casada amb el molt més ric Tom Buchanan. Malgrat el seu matrimoni, la Daisy està descontenta. És conscient de l'amor del seu marit per la Myrtle Wilson, que està casada amb en George Wilson, el propietari d'una benzinera. La Daisy sembla apreciar els avenços d'en Gatsby. Juntament amb la Jordan Baker i en Nick, passen temps a la ciutat. Més tard, mentre la Daisy condueix el cotxe d'en Gatsby i accidentalment atropella a la Myrtle.
Tornant a casa, la Daisy confessa a en Tom, en Nick i la Jordan que ha matat a la Myrtle. En Tom, la Daisy i la Jordan conspiren per culpar a en Gatsby de la mort de la Myrtle, però en Nick s'oposa i se'n va. En Gatsby escolta aquesta discussió mentre està dempeus sense ser vist. En Wilson sospita que en Tom va matar Myrtle i s'enfronta a aquest a casa seva. En Tom es nega a revelar el nom d'en Gatsby i Wilson se'n va. En Tom intenta trucar en Gatsby per avisar-lo que la seva vida està en perill, però en Gatsby no contesta el telèfon. Mentre parla amb Nick a la piscina de la seva mansió, en Wilson li dispara. Només en Nick i la Jordan assisteixen al funeral d'en Gatsby. La parella accepta casar-se i marxar cap al Midwest.

## Repartiment
- Alan Ladd com Jay Gatsby
- Betty Field com Daisy Buchanan
- Macdonald Carey com Nick Carraway
- Ruth Hussey com Jordan Baker
- Barry Sullivan com Tom Buchanan
- Shelley Winters com Myrtle Wilson
- Howard Da Silva com George Wilson
- Elisha Cook, Jr. com Klipspringer
- Ed Begley com Myron Lupus
- Henry Hull com Dan Cody
- Walter Greaza com Kinsella
- Tito Vuolo com Mavromichaelis
- Jack Lambert com Reba
- Ray Teal com policia (sense acreditar)

## Producció

### Desenvolupament
El 1926, Paramount Pictures va pagar 45.000 dòlars per comprar els drets cinematogràfics de la novel·la de 1925 de F. Scott Fitzgerald, aclamada per la crítica però sense èxit comercial . L'estudi va produir la primera adaptació cinematogràfica el novembre de 1926 protagonitzada per Warner Baxter com Jay Gatsby, Lois Wilson com Daisy Buchanan i William Powell com George Wilson. Dues dècades més tard, l'estudi encara tenia els drets cinematogràfics de la novel·la.
L'escriptor i productor Richard Maibaum —que havia conegut F. Scott Fitzgerald durant la breu estada de l'autor a Hollywood — es va fixar en la idea d'una nova adaptació protagonitzada per l'actor d'Oklahoma Alan Ladd com a Jay Gatsby. Abans havia col·laborat amb Ladd a la pel·lícula O.S.S. de 1946, i els dos s'havien fet amics íntims. Maibaum va presentar la idea a Ladd i la seva dona, Sue. Tot i que inicialment tenien reserves, va recordar Maibaum, "els va agradar; estaven una mica vacil·lants, però els vaig convèncer". El paper de Jay Gatsby va intrigar a Ladd, ja que el personatge va oferir una desviació dels papers d'acció típics de Ladd i li va permetre l'oportunitat de demostrar un rang d'actuació més ampli.
Tot i que Maibaum i Ladd volien fer la pel·lícula, els executius de Paramount es van mostrar dubtants a l'hora de fer aquesta segona adaptació cinematogràfica, ja que la novel·la de Fitzgerald encara no havia aconseguit una gran popularitat. "Això va ser a finals de 1946", va recordar Maibaum. "Scott Fitzgerald havia mort el 1940. Semblava que, excepte en el cor d'uns quants devots, les seves novel·les estaven desaparegudes. La seva reputació estava en el seu nivell més baix. L'era del jazz que va celebrar es considerava una aberració. Però vaig veure una similitud entre el que estava passant el 1946 amb el que havia passat al país el 1920 i, amb l'ajuda de l'Alan i la Sue, vaig seguir fent pressió a l'estudi fins que va acceptar deixar-nos preparar un guió".
Maibaum i Ladd van persistir fins que els executius de Paramount van cedir i van encarregar un guió. Paramount va anunciar públicament els seus plans per fer la pel·lícula protagonitzada per Ladd el març de 1946, amb el guió a ser escrit per Maibaum i Cyril Hume. No obstant això, la mera idea de tornar a fer El gran Gatsby aviat va xocar amb els censors, en particular el cap de l'Administració del codi de producció Joseph Breen.
El censor Joseph Breen va rebutjar el primer esborrany del guió de Richard Maibaum i Cyril Hume per tenir "un to moral baix". Va criticar el seu guió per les seves violacions del codi de producció cinematogràfica. Va denunciar específicament el seu treball per representar l'adulteri, el consum excessiu d'alcohol, l'homicidi sense càstig, el contraband i altres transgressions morals percebudes.
Breen va insistir que el guió es reescrigués per evitar evocar amb precisió l'atmosfera llibertina de l'era del jazz. Breen també va exigir que el guió inclogués una veu de moralitat i un llarg preàmbul que va condemnar rotundament el comportament de Gatsby com a immoral. Desesperat per fer la pel·lícula, Maibaum va capitular davant les demandes de Breen, tot i que després es va penedir d'haver-ho fet.
Maibaum i Hume van apaivagar els censors alterant els detalls de la trama i afegint una escena al començament del guió on Nick Carraway, ara casat amb la Jordan Baker, cita de Proverbis 14:12 que "hi ha una manera que sembla correcte a un home, però el seu final són els camins de la mort". Després d'haver-se vist obligat a fer aquests canvis en contra de la seva voluntat, Maibaum va considerar que aquestes addicions eren "totes incorrectes i molt poc semblants a Fitzgerald. Moralitzar així era una cosa que mai va fer; sempre va ser indirecte. Va ser el preu que he pagat per fer la pel·lícula".
Malgrat les reescriptures de Maibaum i Hume, els censors encara es van negar a donar llum verda a la pel·lícula. Després de la jubilació de Breen, el seu successor Eric Johnston també es va mostrar reticent a aprovar la pel·lícula. "L' oficina de Johnston sembla tenir por d'iniciar un nou cicle de jazz ", va dir Maibaum a la premsa el 1946. A causa de la constant intromissió dels censors, els crítics van assenyalar més tard que el guió de la pel·lícula contenia molt poc "el sabor de l'era de la prohibició". Quan el censor Eric Johnston finalment va aprovar el guió, Paramount va donar llum verda al projecte l'octubre de 1947. No obstant això, Maibaum va afirmar que Paramount va retardar la producció de la pel·lícula. "Van utilitzar el guió com una pastanaga per fer que Alan fes diverses altres pel·lícules [de baixa qualitat], prometent cada vegada que el seu següent seria Gatsby ", va escriure el productor. "Finalment, després de dos llargs anys d'això, es va rebel·lar i va amenaçar amb la suspensió. Això ho va fer".

### Càsting
Paramount Pictures va contractar originalment l'australià John Farrow, el marit de l'actriu Maureen O'Sullivan i pare de Mia Farrow, per dirigir la pel·lícula. Farrow havia fet una sèrie de pel·lícules d'èxit amb Ladd, així com The Big Clock amb Maibaum. Farrow i Maibaum aviat no van estar d'acord sobre el càsting de Daisy Buchanan. Maibaum va recordar amb detall el seu intens desacord:
Vam estar d'acord que el personatge... era una noia preciosa, glamurosa i inestable. Tanmateix, Farrow va donar més importància al glamur i la bellesa que jo. Hollywood estava ple de noies boniques. En volia més, una actriu que pogués manejar el que s'ha anomenat 'la xerrada desharmònica dels anys 20', el so autèntic de la generació perduda irresponsable i desencantada... El que necessitàvem era una bona actriu que pogués fer creïble l'amor obsessiu que li evocava.
Farrow volia Gene Tierney, però Maibaum va empènyer a Betty Field. Cansat del seu atzucac, el cap de producció de l'estudi Henry Ginsberg va donar l'última paraula a Maibaum. Com a resultat, Farrow va abandonar la pel·lícula i va dir a Maibaum: "Jo no dirigeixo pel·lícules en condicions com aquestes. Troba't un altre noi". La filla de Farrow, Mia Farrow, més tard va interpretar a Daisy Buchanan a l'adaptació cinematogràfica de 1974. Amb la producció imminent, Elliott Nugent va substituir a Farrow com a director. Encara que estava entusiasmat amb el repartiment de Betty Field com Daisy Buchanan, Nugent tenia reserves sobre Alan Ladd com Jay Gatsby, tot i que va mantenir aquestes opinions de Maibaum.

### Rodatge
El director Elliott Nugent va patir una malaltia mental durant el rodatge. Segons Maibaum, Nugent havia pujat una vegada al terrat de l' hotel Hollywood Roosevelt i gairebé va saltar. Al llarg del rodatge, Nugent va demostrar ser indecís, cosa que Maibaum va atribuir a les seves dificultats de salut mental. En una entrevista del juny de 1978, Nugent va parlar de la seva insatisfacció amb la direcció de la pel·lícula: "Em vaig sentir molt infeliç quan estava fent Gatsby . Vaig pensar que no ho hauria de fer i Alan Ladd no hi hauria de participar. Ladd era" No estava gaire a l'alçada, però se'n va sortir amb la seva".
Nugent va filmar principalment tota la producció a l'interior d'un estudi, incloses les preses exteriors, per evitar possibles retards sovint associats amb el rodatge d'ubicacions, com ara la llum solar canviant, la pluja o els turistes intrusius. Alan Ladd, que va estar al cim de la seva fama després de tornar del servei a la Segona Guerra Mundial, no es va podia portar al lloc, ja que invariablement se'l va "agrdir" en aparicions públiques. Com a resultat, Nugent va limitar el rodatge a l'entorn controlat, però artificial, d'un escenari sonor de Hollywood molt il·luminat, comprometent l'autenticitat visual i el realisme.

El rodatge va anar sense problemes, tot i que Ladd es va negar a treure el seu anell de noces i també inicialment es va negar a besar a Field. Ladd va dir que molts dels seus fans eren nens i que no volia interpretar un personatge que petoneja a una dona casada. El Gatsby de Ladd fa un petó a la Daisy de Field a la pantalla en una escena de la pel·lícula final. Malgrat aquests problemes, Maibaum va observar que Ladd semblava perfecte per al paper de Gatsby:
Estava a casa [d'en Ladd] i em va portar al segon pis, on tenia un armari aproximadament tan llarg com aquesta habitació. El va obrir i devia haver-hi centenars de vestits, jaquetes esportives, pantalons i vestits. Em va mirar i va dir: "No està malament per a un nen Okie, eh?" Vaig tenir pell de gallina perquè vaig recordar que quan Gatsby va portar a Daisy per ensenyar-li la seva mansió, també li va ensenyar el seu armari i va dir: "Tinc un home a Anglaterra que em compra roba. Al principi m'envia una selecció de coses. de cada estació, primavera i tardor". Em vaig dir: "Déu meu, és el Gran Gatsby!"

## Recepció
L'amic i crític literari de Fitzgerald, Edmund Wilson, que el coneixia des dels seus dies com a companys de classe a la Universitat de Princeton, no li agradava la pel·lícula. Com que Wilson havia tingut un paper fonamental en la creació del renaixement de F. Scott Fitzgerald als anys quaranta, Paramount Pictures va organitzar una projecció privada de la pel·lícula per a Wilson amb l'esperança d'aconseguir el seu suport públic.
Segons el testimoni Stanley Kauffmann, quan Wilson sortia de la sala de projeccions, un home de publicitat de Paramount somrient es va acostar a Wilson i li va preguntar com li havia agradat la pel·lícula. "No gaire, em temo", va respondre Wilson, i va continuar caminant cap a l'ascensor. L'home de publicitat de Paramount semblava ser traït per la resposta de Wilson i semblava dir: "Ens hem pres la molèstia de fer una pel·lícula sencera amb el llibre del teu amic i ni tan sols l'aprecies!"

### Ressenyes contemporànies
Segons Variety, la pel·lícula va ocupar el 45è lloc entre les pel·lícules populars als Estats Units i al Canadà el 1949. Maibaum va afirmar que la pel·lícula "va anar bé econòmicament, tot i que les crítiques eren diverses. Les crítiques diferiren tant com John Farrow i jo sobre la Daisy de Betty Field. Alguns pensaven que era perfecta, altres que estava subtilment equivocada. Alan, en la seva majoria, va rebre sorprenentment bones crítiques personals. La meva pròpia satisfacció va derivar del que Charles Brackett, de sagrada memòria a tots els guionistes, em va dir: "Vostè heu començat personalment un revival de F. Scott Fitzgerald".
La del New York Times de Bosley Crowther va descartar la pel·lícula com "un romanç sentimental i coixí, que inclou un contrabandista i una vella estimada, basada en la història clàssica de Scott Fitzgerald, però sense la mossegada de la novel·la". Crowther va lamentar que "el període dels anys vint està breument i inadequadament esbossat amb un revolt de festes gais de Long Island, roba vella, cançons antigues i cotxes vells. La nefasta influència de la prohibició i la desil·lusió de després de la Primera Guerra Mundial. "Eren visiblement absents malgrat l'entorn de l' Era del Jazz . Crowther va sentir que Ladd era massa solemne com Gatsby i va donar la impressió d'"un tipus pacient i saturn que està aclaparat per un amor desesperat".
Els crítics van expressar opinions contradictòries sobre l'actuació de Betty Field com a Daisy. El crític Lew Sheaffer va escriure a The Brooklyn Daily Eagle que Field va fer "la difícil proesa de tenir un fort impacte" com a "enamorada vaga i tímida de Gatsby". Boyd Martin de The Courier-Journal va opinar que Field era "convincent en mostrar la superficialitat del caràcter de Daisy", mentre que Wanda Hale de The New York Daily News es va queixar que Field va fer "una actuació tan moderada i delicada que haig d'utilitzar una mica d'imaginació per entendre la seva debilitat".
El crític Lew Sheaffer va escriure a The Brooklyn Daily Eagle que Macdonald Carey es va absoldre bé com a Nick Carraway, l'únic amic de Gatsby. De la mateixa manera, Boyd Martin de The Courier-Journal va opinar que Carey va fer una actuació tranquil·la i reservada.

### Revisions retrospectives
Segons l'estudiós cinematogràfic Wheeler Winston Dixon, la versió de 1949 d' El gran Gatsby és "una pel·lícula curiosament tediosa, plana i poc imaginativa, sense ressonància tant visual com temàtica". Dixon planteja que les mancances de la pel·lícula provenen principalment de la direcció poc inspirada d'Elliott Nugent, accentuada per un guió excessivament prolix i serpentejant. Com a resultat, sembla que la pel·lícula no té una visió cohesionada, tant visual com temàticament.

## Restauració
El 2012, Universal Pictures va estrenar una nova impressió de la pel·lícula de 1949.

### Citacions
1. ↑  «El gran Gatsby».   esadir.cat. [Consulta: 1r abril 2024].
2. ↑  Tredell, 2007, p. 93-96.
3. ↑  
Dixon 2003
; Howell 2013; Hischak 2012.
4. 1 2 3 4 5 6 7 8 9 10 11 12  Maibaum, 1973, p. 39.
5. 1 2 3  Maibaum, 1973, p. 41.
6. 1 2  Maibaum, 1973, p. 38.
7. 1 2 3 4 5 6 7 8 9 10 11  Maibaum, 1973, p. 14.
8. 1 2  McGalligan, 1986, p. 280.
9. 1 2 3 4 5  Maibaum, 1973, p. 14, 38.
10. ↑  The Mail, 1946, p. 9.
11. ↑  The New York Times, 1946, p. 31.
12. 1 2  Maibaum, 1973, p. 39, 41.
13. ↑  McGalligan, 1986, p. 281-282.
14. 1 2 3  Brady, 1946, p. 65, 67.
15. 1 2 3  Crowther, 1949, p. 20.
16. ↑  Weiler, 1947, p. X5.
17. ↑  Brady, 1948, p. 26.
18. 1 2 3 4 5 6 7  Dixon, 2003.
19. ↑  Maibaum, 1973, p. 39, 42.
20. ↑  Maibaum, 1973, p. 42.
21. 1 2 3 4 5  Kauffmann, 1974.
22. ↑  Mizener, 1960.
23. ↑  Verghis, 2013.
24. ↑  Variety, 1950, p. 59.
25. ↑  The New York Times, 1949, p. 188.
26. 1 2  Sheaffer, 1949, p. 4.
27. 1 2  Martin, 1949, p. 36.
28. ↑  Hale, 1949, p. 38.
29. ↑  Music Box Theatre, 2012, p. 29.

### Obres citades
- Brady, Thomas F. «Alarum in Hollywood». The New York Times [New York City], 13-10-1946, p. 65, 67. «The Production Code Administration has strongly urged complete abandonment of the story because of its 'low moral tone.' […] 'The Johnston office', Maibaum says, 'seems to be afraid of starting a new jazz cycle.'»
- Brady, Thomas F. «Nugent Replaces Farrow On Movie: Named by Paramount to Direct 'The Great Gatsby,' Remake of Fitzgerald Novel». The New York Times [New York City], 13-02-1948, p. 26.
- Crowther, Bosley «The Screen In Review: 'The Great Gatsby,' Based on Novel of F. Scott Fitzgerald, Opens at the Paramount». The New York Times [New York City], 14-07-1949, p. 20.
- Dixon, Wheeler Winston «The Three Film Versions of The Great Gatsby: A Vision Deferred». Literature-Film Quarterly [Salisbury, Maryland], vol. 31, 4, 2003, pàg. 287–294. Arxivat October 13, 2013[Date mismatch], a Wayback Machine.
- Hale, Wanda «Smooth Cast Joins Ladd in 'Great Gatsby'». New York Daily News [New York City], 14-07-1949, p. 38.
- Hischak, Thomas S. American Literature on Stage and Screen: 525 Works and Their Adaptations.  Jefferson, North Carolina: McFarland & Company, 2012, p. 85–86. ISBN 978-0-7864-6842-3.
- Howell, Peter «Five Things You Didn't Know About The Great Gatsby». The Star [Toronto, Canada], 05-05-2013.
- «Just a Line From Hollywood». The Mail [Adelaide, Australia], 09-03-1946, p. 9.
- Kauffmann, Stanley (April 13, 1974). «TNR Film Classics: The Great Gatsby». The New Republic (Washington, D.C.). Arxivat de l'original el May 5, 2019.
- Maibaum, Richard «'Great Gatsby' Employs Two Generations of Farrows: 'Gatsby' Employs Farrow Family». Los Angeles Times [Los Angeles, California], 15-07-1973, p. 14, 38-39, 41-42.
- Martin, Boyd «Alan Ladd, as 'Great Gatsby,' Finds That Money is a False God». The Courier-Journal [Louisville, Kentucky], 29-07-1949, p. 36.
- Mizener, Arthur «Gatsby, 35 Years Later». The New York Times [New York City], 24-04-1960.
- «Richard Maibaum: A Pretense of Seriousness». A: Backstory: Interviews with Screenwriters of Hollywood's Golden Age.  Los Angeles: University of California Press, 1986, p. 266-289. ISBN 0-520-05666-3.
- «Music Box Calendar». Music Box Theatre, 01-08-2012. Arxivat de l'original el June 16, 2012. [Consulta: 31 octubre 2023].
- «Pat O'Brien to Star In 'The Big Angle': Crime Drama Was Written by Author of 'Bombardier' — 'Gatsby' to Be Remade». The New York Times [New York City], 26-02-1946, p. 31.
- «Review in Brief». The New York Times [New York City], 17-07-1949, p. 188.
- Sheaffer, Lew «'Great Gatsby' Expertly Catches Restless Spirit of the Jazz Age». The Brooklyn Eagle [Brooklyn, New York], 14-07-1949, p. 4.
- «Top Grossers of 1949». Variety (Wednesday ed.) (New York). January 4, 1950: 59  – via Internet Archive.
- Tredell, Nicolas. Fitzgerald's The Great Gatsby: A Reader's Guide.  London: Continuum Publishing, February 28, 2007. ISBN 978-0-8264-9010-0.
- Verghis, Sharon «Careless People of F. Scott Fitzgerald's Great Gatsby Have a Modern Equivalent». The Australian [Surry Hills, New South Wales], 03-05-2013.
- Weiler, A. H. «Notes About Pictures and People: New York to Get Another Film Unit — Ticket Tax Cut Asked». The New York Times [New York City], 26-10-1947, p. X5.